# Недосека, Геннадий Михайлович
Недосе́ка Генна́дий Миха́йлович (17 октября 1965, Северодонецк, УССР — 8 ноября 2004, Чеховский район, Россия) — российский политик, доктор экономических наук, глава Чеховского района Московской области с 2000 по 2004 год.

## Биография
Родился в 1965 году в городе Северодонецк Луганской области в семье военнослужащего. С трёхлетнего возраста проживал в городе Чехове.

### Учёба
После окончания школы поступил в строительный техникум, который закончил с отличием. Службу в армии проходил в войсках ПВО. Работал слесарем Чеховского ремонтно-строительного участка, водителем, механиком автобазы. После службы окончил Московский приборостроительный институт по специальности «инженер-механик», в 1997 году окончил Московскую государственную юридическую академию по специальности «правоведение», а затем — её аспирантуру.
Доктор экономических наук (2001). В 2001 году также прошёл профессиональную переподготовку в РАГС при Президенте РФ по программе «Государственное и муниципальное управление (правовое обеспечение)».

### Политическая деятельность
В 1996—1997 годах работал начальником юридического отдела Реставрационных мастерских ГИК МЗ «Московский Кремль» «Ренесансъ».
С 1997 года — помощник главы Чеховского района, позже заместитель главы администрации Чеховского района по региональной безопасности. Главой Чеховского района избран в марте 2000 года, 3 апреля того же года вступил в должность.

### Деятельность на посту главы Чеховского района
Под управлением Геннадия Недосеки Чеховский район стал одним из лидеров экономического и инфраструктурного роста среди муниципальных образований России. В административном центре района, городе Чехове, было начато проектирование нового микрорайона «Губернский», был построен спортивный комплекс «Олимпийский», ледовая арена «Витязь», новый автовокзал, обновлена дорожная и социальная инфраструктура. В 2003 году город Чехов стал призёром всероссийского конкурса по благоустройству. Два года подряд Чеховский район становился победителем конкурса на самый благоустроенный район Южного Подмосковья. В декабре 2003 года был переизбран на пост главы Чеховского района.

### Смерть
8 ноября 2004 года в 11:00 в ГИБДД по Московской области поступил звонок об обнаружении сгоревшей машины в районе села Костомарово. Прибывшие на место пожарные обнаружили тело Геннадия Недосеки на переднем сидении ещё горящего автомобиля Hummer H2. По факту происшествия прокуратура возбудила дело по статье 264 УК РФ (нарушение правил дорожного движения).
Поскольку его хоронили в закрытом гробу, в Чехове по сегодняшний день ходят слухи, что Геннадий Михайлович подстроил свою смерть и скрылся в Германии. Слухи подтверждаются местом жительства вдовы и дочери Недосеки Анастасии. Похороны Недосеки состоялись на подворье Вознесенской Давидовой пустыни в селе Новый Быт.

## Семья
От первого брака имел сына Алексея (род. 1993). В феврале 2004 года у Недосеки родилась дочь Анастасия от брака с московской предпринимательницей и филантропом Екатериной.
Увлекался гандболом и хоккеем, болел за хоккейный клуб «Витязь» и гандбольный клуб «Чеховские медведи».

## Критика
Недосеку Г.М. называли одним из деятелей криминального подполья России: он якобы был известен под прозвищем «Гена Большой» и руководил собственной группировкой. В 1996 году его обвиняли в похищении десяти человек из ОПГ братьев Корчагиных: их схватили в кафе-баре «Грот» на окраине Чехова некие люди в камуфляже, увезя похищенных в неизвестном направлении. Из десяти человек семеро погибли (их тела обнаружили в гараже под слоем бетона), а трое человек сумели сбежать (они утверждали, что похитители их постоянно избивали). Доказать причастность Недосеки к этому преступлению следствие не смогло из-за отсутствия улик, однако он был внесён в базу данных РУБОП по Московской области как лидер ОПГ, контролирующий добычу ископаемых и деятельность нескольких предприятий в Чеховском районе Москвы. Похожие случаи похищения людей имели место и в других районах Москвы: среди версий фигурировали и разборки преступных группировок, и даже деятельность мифической «Белой стрелы», учинившей самосуд над бандой Корчагиных<refКто убивает “воров в законе“? UDF.by (7 мая 2018). Дата обращения: 9 июня 2020. Архивировано 9 июня 2020 года.</ref>.

## Публикации
- Недосека Г. М. Управление процессами жизнедеятельности на местном уровне: правовой опыт и новая стратегия. — М.: Граница, 2003. — 232 с. — 5000 экз. — ISBN 5-94691-058-2.
- Недосека Г. М. На лопасненской земле / Ред. А. В. Максимов. — М.: Граница, 2004. — 320 с. — 5000 экз. — ISBN 5-94691-101-5.